# Bernardo Lapini
Bernardo Lapini, detto Illicino o Olicino (1430 circa – dopo il 1474), è stato un poeta, docente e medico italiano.

## Biografia
Bernardo Lapini, detto Illicino (per le sue origini), nacque a Montalcino o Siena, attorno al 1430 da Pietro Lapini, famoso medico montalcinese, e Petra di Niccolò di Nastoccio Saracini.
Il padre, dopo avergli impartito un'ottima istruzione ed averlo avviato agli studi di medicina, morì nel 1449. Seguendo le orme paterne praticò la professione medica. Non è noto dove il Lapini possa aver condotto i suoi studi. Nel 1458 abitava a Siena: è presente tra i nomi elencati in una delle più importanti magistrature cittadine finanziarie, i "provveditori di Biccherna", e vi risiedeva anche nel 1460, quando lavorava come docente di medicina all'università. Il 15 agosto dello stesso anno rifiutò la proposta di condotta in quell'università come lettore di Medicina ordinaria, accettando invece una proposta dei Gonzaga. Lapini quindi si trasferì in quel di Mantova. Lì svolse l'incarico di medico di corte.
Nel 1464 sposò a Siena Marianna di Aldobrandino Nini, matrimonio dal quale nacquero quattro figli: due maschi, Pietro e Aldobrandino, e due femmine, Andromeda e Ortensia. Ritroviamo Lapini in qualità di medico nel 1469 a Ferrara con incarichi di docenza in Medicina all'università locale. Il nome del Lapini figura nell'elenco dei maestri ferraresi creati nobili o cavalieri, il giorno 1º febbraio 1469, dall'imperatore Federico III, che era di passaggio nella città emiliana. Il periodo ferrarese di Bernardo non fu senza contrasti e difficoltà, ma, per sua fortuna, intervenne a difendere il suo buon nome ed i suoi interessi il duca Borso d'Este, che, per questo, ricevette anche un caloroso ringraziamento da parte delle magistrature della Repubblica di Siena. Da questi fatti si può facilmente dedurre che i rapporti tra il medico senese e la corte degli Este furono ottimi. 
Lapini fu inviato come ambasciatore della Repubblica senese presso il pontefice Sisto IV. Nel 1474 era tornato ad abitare a Siena, dato che il suo nome ricomparve nuovamente all'interno dell'elenco dei "provveditori di Biccherna". Altre informazioni sulla sua vita, riguardo quest'ultimi anni, provengono dall'Epistolario del cardinale Giacomo Ammannati Piccolomini (Epistolae et Commentarii) in cui vi sono cinque lettere molto amichevoli inviate, tra il dicembre 1472 e l'aprile 1474, al Lapini ed in cui si accenna a precise circostanze della vita privata di quest'ultimo e della sua attività come poeta. 
Dopo il 1474 si perdono le sue tracce, anche se nel 1475 viene pubblicata, a Siena, la prima edizione del suo Commento ai Trionfi. Della sua vita da medico non è rimasto nulla. Si pensa, da notizie non confermate da una sicura documentazione, che il Lapini abbia lavorato come medico alla corte di Milano come il padre. 
Morì dopo il 1474.

## Produzione letteraria
Bernardo Lapini fu l'autore di numerose e pregiate opere, sia in versi che in prosa. 
Buona parte delle sue liriche sono conservate nel codice Palatino 187 della Biblioteca Nazionale di Firenze che contiene dodici sonetti (cinque dedicati a Pio Il), quattro canzoni e tre capitoli (due sotto forma di Trionfi della Fortuna e della Frode). Un capitolo ed alcuni sonetti sono raccolti nel codice Vaticano Chigiano; altri quattro sonetti e una canzone furono editi insieme con la Vita di Madonna Onorata, a Milano nel 1843. La Prefazione dell'opera contiene varie notizie sulla vita e gli scritti di Bernardo.
Scrisse un commento ai Trionfi del Petrarca, stampato a Bologna nel 1475, che dedicò a Borso d'Este. Il testo rivela, oltre i raffinati gusti letterari, anche gli interessi medici e scientifici del Lapini, come ci mostrano le pagine dedite a spiegare la natura e l'origine del sonno ed un largo excursus a tutela della nobiltà della medicina e del suo primato nei confronti delle altre arti. L'opera ottenne ottimi riscontri, tanto che a questa prima edizione ne seguiranno altre sia nel Quattrocento che nel secolo seguente.
Di Lapini ci sono giunte anche due operette: 
- Vita di Madonna Onorata (scritta in omaggio alla donna amata, Onorata Orsini). Fu pubblicata a Milano 1843 ad opera di Giuseppe Vallardi;
- Opera delettevole e nuova di gratitudine e liberalità (nota anche come Storia di Angelica Montanini)[1]. Pubblicata a Siena nel 1515 e più volte edita anche nei secoli successivi, è esemplare dello stile del Bernardo, che si caratterizza per una scrittura «delicata ed elegante»[1], comparabile a quella degli autori contemporanei più pregiati.

## Opere
- Commento ai Trionfi, Siena, 1475;
- Opera delettevole e nuova di gratitudine e liberalità (o Storia di Angelica Montanini), Siena 1515.
- Bernardo Ilicino, Vita di Madonna Onorata, Milano, Giuseppe Vallardi figlio, 183.
- Bernardo Ilicino, In divam Genevram Lutiam, a cura di Matteo Maria Quintiliani, collana Poesia del Quattrocento, Alessandria, Edizioni dell'Orso, 2020, ISBN 9788836131075.